# Джейд Стептер Бейнс
Джейд Александра Стептер Бейнс (англ. Jaide Alexandra Stepter Baynes; нар. 25 вересня 1994) — американська легкоатлетка, яка спеціалізувалася на спринті.

## Спортивні досягнення
Чемпіонка світу з естафетного бігу 4×400 метрів (2022, виступала в забігу).
Срібна призерка Світових естафет зі змішаного (2017) та жіночого (2019) естафетного бігу 4×400 метрів.
Чемпіонка Північної і Центральної Америки та країн Карибського басейну зі змішаного (2017) та жіночого (2019) естафетного бігу 4×400 метрів.
Чемпіонка Панамериканських ігор з естафетного бігу 4×400 метрів (2019).
Фіналістка (7-і місця) чемпіонатів США з бігу на 400 метрів (2022) та 400 метрів з бар'єрами (2016, 2017).